# Arman Tsarukyan
Arman Nairovich Tsarukyan (in armeno Արման Նաիրիի Ծառուկյան?, Arman Nairii Çaṙowkyan; in russo Арман Наирових Царукян?, Arman Nairovič Carukjan; Akhalkalaki, 11 ottobre 1996) è un artista marziale misto armeno.
Dal 20 aprile 2019 gareggia nella divisione pesi leggeri dell'UFC.

## Biografia
Tsarukyan è nato in Georgia in una famiglia armena a pochi km dal confine con l'Armenia. La famiglia si è poi trasferita in Russia quando Arman aveva tre anni.
In gioventù ha coltivato molteplici interessi sportivi. Ha iniziato con la lotta libera per poi spostarsi sull'hockey su ghiaccio, sport che ha praticato per dieci anni. 
Intorno alla maggiore età è stato costretto a smettere di giocare a hockey per aiutare suo padre Nairi nella sua impresa edile.

## Carriera

### Inizi
Tsarukyan ha fatto il suo debutto professionale nelle arti marziali miste nel 2015 contro Šamil Olochanov e ha vinto per KO tecnico al primo round. Perse il combattimento successivo contro Aleksandr Belich per KO al primo round. Arman ha continuato a combattere per le promozioni di arti marziali miste in Russia e in Asia, vincendo i suoi successivi 12 incontri, tra cui una vittoria per sottomissione al primo round contro Belich per vendicare la sua prima sconfitta. Ha fatto un personale di 13-1 prima di firmare un contratto di quattro combattimenti con l'UFC.

### UFC
Tsarukyan ha fatto il suo debutto in UFC contro il futuro campione dei pesi leggeri Islam Machačev, il 20 aprile 2019 all'UFC Fight Night: Overeem contro Olijnyk . È stato un combattimento frenetico con scambi di wrestling di alto livello. Anche se Tsarukyan perse decisione unanime, quel combattimento fu considerato la prova più dura nella carriera di Machačev Questo combattimento gli è valso il premio Fight of the night .
Tsarukyan ha affrontato Olivier Aubin-Mercier il 27 luglio 2019 all'UFC 240 e vinto il per decisione unanime.
Avrebbe dovuto affrontare Davi Ramos l'11 aprile 2020 all'UFC Fight Night: Overeem vs. Harris. Tuttavia a causa della pandemia di COVID-19, l'evento è stato rinviato all'UFC Fight Night 172 il 19 luglio 2020. Ha vinto il combattimento per decisione unanime.
Anche il successo incontro con Nasrat Haqparast per il 24 gennaio 2021 a UFC 257 venne rinviato poiché l'afgano si ritirò per malattia. Di conseguenza, la promozione ha negoziò un incontro tra con Matt Frevola. Tsarukyan perse il 20% del suo compenso per aver mancato il peso alla prima pesatura. Çaṙowkyan vinse il combattimento per decisione unanime.
Successivamente affrontò Christos Giagos il 18 settembre 2021 all'UFC Fight Night 192. Vinse per KO tecnico al primo round. Questa vittoria gli valse il premio Performance of the Night.
Come primo incontro del suo nuovo contratto di quattro incontri ha affrontato Joel Álvarez il 26 febbraio 2022 all'UFC Fight Night 202. Ha vinto l'incontro con un ground and pound per KOT alla seconda ripresa. La vittoria gli ha fatto guadagnare anche il suo secondo premio bonus consecutivo Performance of the Night.
Ha poi affrontato Mateusz Gamrot il 25 giugno 2022 all'UFC su ESPN 38. E ha perso per decisione unanime. L'incontro è stato molto combattuto tant'è che 15 dei 22 media MMA hanno valutato l'incontro a suo favore. Entrambi i combattenti hanno vinto il premio Fight of the Night .
Come primo incontro del suo nuovo contratto di quattro combattimenti, ha affrontato Damir Ismagulov il 17 dicembre 2022, all'UFC Fight Night 216. Che ha sconfitto per decisione unanime.
Avrebbe dovuto affrontare Renato Moicano il 29 aprile 2023, UFC su ESPN: Song vs. Simón. Tuttavia, Moicano si è ritirato a causa di un infortunio e successivamente anche Tsarukyan ha fatto lo stesso.
Ha affrontato Joaquim Silva il 17 giugno 2023 all'UFC su ESPN 47 e ha vinto l'incontro per KO tecnico al terzo round.
Poi ha combattuto con Beneil Dariush il 2 dicembre 2023 nell'evento principale UFC su ESPN 52 e lo ha battuto in soli 64 secondi per KO grazie a una ginocchiata alla testa seguita da pugni. Il combattimento gli è valso il premio Performance of the Night .

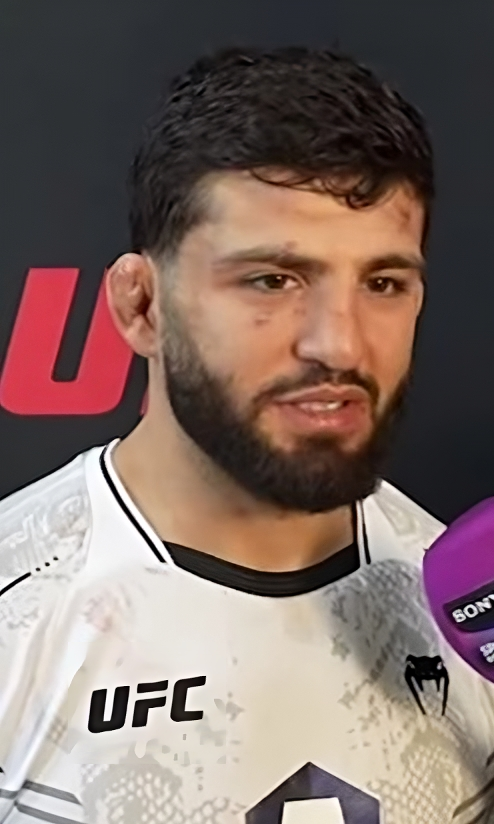
Çaṙowkyan nel 2024

Affronta l'ex campione dei pesi leggeri UFC Charles Oliveira il 13 aprile 2024 all'UFC 300. E vince l'incontro per decisione non unanime dopo essere sfuggito a molteplici tentativi di sottomissione.
Avrebbe dovuto affrontare Islam Machačev in una rivincita valida per il titolo dei pesi leggeri UFC il 18 gennaio 2025 all'UFC 311 ma a causa di un infortunio alla schiena subito durante il taglio del peso ha dovuto ritirarsi ed è stato sostituito da Renato Moicano.